# Audhumbla
Audhumbla (eller Ødhumbla) er urkoen, det første væsen i nordisk mytologi. Audhumbla slikker salt af en sten og danner af stenen Asernes stamfader Buri. Jætten Ymer kommer til og lever af Audhumblas mælk.